# Pseudorhynchus minor
Pseudorhynchus minor är en insektsart som beskrevs av Ludwig Redtenbacher 1891. Pseudorhynchus minor ingår i släktet Pseudorhynchus och familjen vårtbitare. Inga underarter finns listade i Catalogue of Life.